# Delosperma asperulum
Delosperma asperulum är en isörtsväxtart som först beskrevs av Salm-dyck, och fick sitt nu gällande namn av L. Bol.. Delosperma asperulum ingår i släktet Delosperma, och familjen isörtsväxter. Inga underarter finns listade i Catalogue of Life.